# Campeonato Paulista 1943
In 1943 werd het 42ste Campeonato Paulista gespeeld voor clubs uit de Braziliaanse staat São Paulo. De competitie werd gespeeld van 21 maart tot 3 oktober. São Paulo werd kampioen.
Hespanha moest gedwongen de naam wijzigen omdat de regering niet wilde dat een club naar een land vernoemd werd en koos voor Jabaquara.

## Eindstand
| Plaats | Club                | Wed. | W  | G | V  | Saldo | Ptn. |
| ------ | ------------------- | ---- | -- | - | -- | ----- | ---- |
| 1.     | São Paulo           | 20   | 15 | 3 | 2  | 63:22 | 33   |
| 2.     | Corinthians         | 20   | 15 | 2 | 3  | 71:28 | 32   |
| 3.     | Palmeiras           | 20   | 14 | 3 | 3  | 53:20 | 31   |
| 4.     | Juventus            | 20   | 9  | 5 | 6  | 49:31 | 23   |
| 4.     | Ypiranga            | 20   | 11 | 1 | 8  | 41:40 | 23   |
| 6.     | Santos              | 20   | 10 | 1 | 9  | 45:39 | 21   |
| 6.     | Portuguesa          | 20   | 9  | 3 | 8  | 39:34 | 21   |
| 8.     | Comercial           | 20   | 5  | 2 | 13 | 37:53 | 12   |
| 9.     | Portuguesa Santista | 20   | 4  | 2 | 14 | 32:81 | 10   |
| 10.    | São Paulo Railway   | 20   | 4  | 1 | 15 | 38:77 | 9    |
| 11.    | Jabaquara           | 20   | 2  | 1 | 17 | 30:73 | 5    |

|  | Kampioen |

### Kampioen
| Campeonato Paulista de 1943   |
| São Paulo                     |
| ----------------------------- |
| SÃO PAULO Kampioen (2° titel) |

## Topschutter
| Speler            | Speler   | Goals | Club        |
| ----------------- | -------- | ----- | ----------- |
| Vlag van Brazilië | Hércules | 19    | Corinthians |